# Предварительное голосование Партии народной свободы
Предварительное голосование «Партии народной свободы» — процедура предварительного голосования по отбору кандидатов в депутаты Государственной Думы Российской Федерации и региональных парламентов..

## История
Впервые предварительное голосование ПАРНАС провела летом 2015 года для отбора кандидатов в депутаты парламентов Новосибирской, Костромской, Калужской областей.

## Перед выборами в Государственную думу 2016 года
28 мая 2016 года состоялось онлайн-голосование на предварительном голосовании под названием «Волна перемен», цель которого было сформировать список ПАРНАС на выборы в Государственную Думу 7 созыва. В ходе кампании кандидаты вели дискуссии в пространстве Twitter. Предварительное голосование сопровождались внутренними конфликтами между кандидатами, попаданием базы с персональными данными избирателей в свободный доступ, а само голосование руководством ПАРНАС было признано «провалившимся». Рейтинг партии по итогам предварительного голосования (и без того не превышавший 1 %) снизился. Однако в ходе предварительного голосования стал узнаваем и попал в федеральный список ПАРНАС самовыдвиженец из Саратова Вячеслав Мальцев.